# 歐陽春
歐陽春，是古典名著《三俠五義》中的主要人物之一，三俠裡的北俠，刀法高超，一雙夜眼，精通點穴。因生得碧睛紫髯，也因為紫巍巍的一把長鬚，人人皆稱他為紫髯伯，與南俠展昭、陷空島五鼠、智化、丁氏雙俠都有深厚交情。曾收艾虎為義子，有一徒兒乃是聖手秀士馮淵。歐陽春曾參與群俠破君山、破銅網陣等大事，但事後不願接受朝廷封官，在大相國寺出家，拜了然和尚為師，御賜的法號叫保宋和尚，在商水縣重修三教寺，讓北俠摩頂受戒之後，至三教寺為方丈，但為了幫助老友盧方重奪陷空島，已經出家的歐陽春又重出江湖過一趟。

## 武器
- 龟灵七宝刀

又名七寶刀，乃魏文帝曹丕所造，共是三口：因刀紋似靈龜，其名就叫靈寶，在歐陽春出家後將此刀贈給義子艾虎。